# Courmangoux
Courmangoux – miejscowość i gmina we Francji, w regionie Owernia-Rodan-Alpy, w departamencie Ain.

## Demografia
Według danych na styczeń 2012 r. gminę zamieszkiwało 514 osób, a gęstość zaludnienia wynosiła 34,7 osób/km².